# Saint-Jacut-les-Pins

Saint-Jacut-les-Pins este o comună în departamentul Morbihan, Franța. În 1 ianuarie 2022 avea o populație de 1.733 de locuitori.